# 김호영 (1946년)
김호영(金昊永, 1946년 5월 2일~)은 대한민국의 배우이자 연극인이다.

## 학력
- 서라벌예술대학교 연극영화학과 학사

## 생애
- 1966년 연극 배우로 첫 데뷔를 하였고, 1971년 MBC 4기 공채 탤런트로 데뷔를 하였다.

## 출연작

### 드라마
- 1971년 MBC 수사실화극 《수사반장》
- 1973년 MBC 반공드라마 《113 수사본부》
- 1976년 MBC 일일연속사극 《예성강》 ... 최무선 역
- 1977년 MBC 일일연속사극 《정화》
- 1978년 MBC 어린이연속극 《X 수색대》
- 1978년 MBC 일일연속극 《주인》
- 1978년 MBC 캠페인드라마 《알뜰가족》
- 1978년 MBC 어린이연속극 《우주탐험대》
- 1979년 MBC 금요드라마 《막내 며느리》
- 1979년 MBC 일일연속사극 《소망》
- 1979년 MBC 6.25특집극 《최후의 증인》
- 1979년 MBC 일일연속극 《당신은 누구시길래》
- 1979년 MBC 주말연속극 《산이 되고 강이 되고》
- 1980년~2002년 MBC 농촌드라마 《전원일기》 ... 만순 역
- 1980년 MBC 수요드라마 《청춘의 초상》
- 1980년 MBC 일일연속사극 《간양록》
- 1981년 MBC 특별기획드라마 《제1공화국》 ... 최대교 역
- 1981년 MBC 주간드라마 《민족풍속도》
- 1981년 MBC 주말연속극 《야상곡》
- 1982년 MBC 주간드라마 《박순경》
- 1983년 MBC 반공드라마 《3840 유격대》
- 1983년 MBC 일일연속극 《간난이》
- 1984년 MBC 대하드라마 《조선왕조 오백년 - 설중매》 ... 구치관 역
- 1984년 MBC 주말연속극 《사랑과 진실》
- 1985년 MBC 특별기획드라마 《조선왕조 오백년 - 풍란》 ... 명승 보우 역
- 1986년 MBC 특집드라마 《북으로 간 여배우》
- 1986년 MBC 특별기획드라마 《조선왕조 오백년 - 회천문》 ... 유영경 역
- 1986년 MBC 광복절특집극 《그의 아내》
- 1987년 MBC 주말연속극 《사랑과 야망》 ... 김성진 역
- 1987년 MBC 월화미니시리즈 《아름다운 밀회》
- 1988년 MBC 대하드라마 《조선왕조 오백년 - 인현왕후》 ... 조사석 역
- 1988년 MBC 월화미니시리즈 《거리의 악사》
- 1988년 MBC 월화미니시리즈 《내일이 오면》
- 1989년 MBC 월화미니시리즈 《잠들지 않는 나무》 ... 인범 형 역
- 1989년 KBS1 일일연속극 《울밑에 선 봉선화》
- 1989년 MBC 정치드라마 《제2공화국》 ... 정헌주 역
- 1990년 MBC 특집드라마 《특종》
- 1990년 MBC 특별기획드라마 《조선왕조 오백년 - 대원군》 ... 하나부사 요시타다 역
- 1991년 MBC 주말연속극 《고개숙인 남자》
- 1991년 MBC 베스트극장 《아빠는 사업가》
- 1991년 MBC 월화미니시리즈 《내 마음은 호수》 ... 한석중 역
- 1992년 MBC 월화드라마 《분노의 왕국》
- 1992년 SBS 월화드라마 《물 위를 걷는 여자》 ... 의사 역
- 1993년 SBS 청소년드라마 《열정시대》
- 1993년 MBC 특별기획드라마 《제3공화국》 ... 정헌주 역
- 1993년 SBS 주말극장 《산다는 것은》
- 1993년 MBC 월화미니시리즈 《파일럿》
- 1994년 MBC 주말연속극 《서울의 달》... 윤대식 역
- 1994년 MBC 월화미니시리즈 《도전》 ... 하찬호 역
- 1995년 SBS 월화드라마 《모래시계》
- 1995년 SBS 월화드라마 《장희빈》 ... 김만기 역
- 1995년 SBS 금요드라마 《이가사 크리스티》 ... 혁의 父 역
- 1996년 MBC 특별기획드라마 《제4공화국》 ... 신민당 국회의원 조윤형 역
- 1996년 MBC 미니시리즈 《1.5》 ... 혜경 큰아버지 역
- 1997년 MBC 미니시리즈 《의가형제》 ... 순환기내과 전문의 의학박사 윤중석 원장 역
- 1997년 MBC 청춘시트콤 《남자 셋 여자 셋》
- 1997년 SBS 월화드라마 《여자》
- 1998년 MBC 일일연속극 《보고 또 보고》 ... 병원 과장 역
- 1998년 MBC 주간드라마 《육남매》 ... 보생의원댁 원장 역
- 1999년 MBC 미니시리즈 《미니 연작 - 봄 - 우리들의 왕따》
- 1999년 SBS 드라마스페셜 《토마토》
- 2000년 MBC 주말연속극 《사랑은 아무나 하나》 ... 김전무 역
- 2000년 MBC 월화드라마 《아줌마》 ... 백남호 교수 역
- 2000년 MBC 수목미니시리즈 《황금시대》 ... 김 베드로 신부 역
- 2001년~2002년 SBS 대하사극 《여인천하》 ... 정광필 역
- 2001년 MBC 월요시트콤 《세 친구》 ... 정신과 의사 정웅인의 교제녀 채민희의 아버지 채호영 역으로 단역
- 2001년 MBC 특별기획드라마 《홍국영》 ... 김상철 역
- 2002년 MBC 특별기획드라마 《어사 박문수》 ... 김판서 역
- 2002년 MBC 주말연속극 《그대를 알고부터》 ... 민석 부 역
- 2002년 KBS 일일드라마 《결혼합시다》
- 2003년 EBS 주간단막사극드라마 《역사극장》
- 2003년 SBS 월화드라마 《왕의 여자》 ... 이덕형 역
- 2003년 SBS 아침연속극 《당신 곁으로》 ... 이사장 역
- 2005년 SBS 아침연속극 《진주 귀걸이》 ... 한 사장 역
- 2005년 MBC 특별기획 주말드라마 《제5공화국》 ... 육군참모차장 윤성민 장군 역
- 2005년 KBS1 TV소설 《고향역》 ... 유 집사 역
- 2006년 KBS1 대하드라마 《서울 1945》 ... 김상호 역
- 2006년 SBS 특별기획 《사랑과 야망》 ... 회장 역
- 2006년 MBC 창사45주년 특별기획드라마 《주몽》 ... 마가 역
- 2007년 MBC 수목미니시리즈 《뉴하트》 ... 민흥기 역 (특별출연)
- 2008년 KBS2 주말연속극 《엄마가 뿔났다》 ... 종원의 부친 역
- 2008년 SBS 아침연속극 《물병자리》
- 2009년 SBS 연말특집극 《아버지의 집》
- 2010년 SBS 특별기획 《인생은 아름다워》
- 2010년 SBS 창사특집드라마 《초혼》 ... 윤참봉 역
- 2012년 SBS Plus 미니시리즈 《그대를 사랑합니다》 ... 장군봉 역
- 2012년 KBS2 단막극 《KBS 드라마 스페셜 - 환향-쥐불놀이》 ... 현감 역
- 2012년 MBC 월화드라마 《마의》 ... 오규태 역
- 2012년 JTBC 주말특별기획 《무자식 상팔자》 ... 구 교수 역
- 2013년 OCN 《특수사건 전담반 TEN 2》 ... 정희주의 아버지 역
- 2014년 MBC 수목미니시리즈 《앙큼한 돌싱녀》 ... 차정우 부 역 (특별출연)
- 2015년 MBC 월화드라마 《화정》 ... 이지함 역
- 2023년 KBS1 일일드라마 《금이야 옥이야》 ... 황만석 역

### TV 프로그램
- 2013년 ~ 2016년 채널A 예능 《천 개의 비밀 어메이징 스토리》 ... 각종 단역
- 2014년 ~ MBN 교양 《기막힌 이야기 실제상황》 ... 각종 단역
- 2014년 ~ 2016년 TV조선 교양 《이것은 실화다》 ... 각종 단역